# Kanal Köpenhamn
Kanal Köpenhamn (danska: Kanal København) var en dansk TV-kanal som primärt var avsedd för att sända lokal-TV över Köpenhamn och dess förorter. Kanalen startades 1984 under namnet Kanal 2 och var då den första nordiska kanal som tilläts bryta mot stadsmonopolets television. Kanalen hade sedan start sänts från en enda sändare (på Borups Alle i västra Köpenhamn). Denna sändare var oberoende och privatägd och räknas sällan med bland sändare för övrig dansk television.

## Teknik
Sedan den danska övergången till digital-TV den 1 november 2009 sändes Kanal Köpenhamn på den multiplex eller "MUX" som kallas MUX-CPH. Övriga danska "MUXar" numreras 1 till 5 och är rikstäckande, om än på olika frekvenser i olika delar av landet. MUX-CPH har frekvensen 586 MHz vilket motsvarar kanalplats 35 på UHF-bandet. (Bandbredd är 8 MHz)
Kanalen sändedes via marknätet genom digital DVB-T teknik. Komprimering skedde både med MPEG-2 och den modernare MPEG-4-tekniken.
Sedan 2009 sändes Kanal Köpenhamn även via kabel-TV-nätverk till stora delar av övriga Danmark. I Storköpenhamnsområdet nådde kanalen de flesta hushåll med UHF-antenn från Köge i söder till Helsingör i norr och Roskilde i väster. Kanalen nådde österut även svenska sidan av Öresund. Sedan digitaliseringen har mottagningsområdet ökat och bildkvaliteten förbättrats i dess utkanter utan att sändarens effekt ökats. Kanalen sändes gratis över "marknätet" (eller mer precist "den enda sändaren" då en enda sändare knappast kan beskrivas som ett "nätverk"), s.k. free-to-air. Huruvida kanalens kabel-TV-sändningar skedde digitalt via DVB-C, analogt eller båda (i olika delar av landet) är oklart.

## Målområde och utbud
Kanalens målområde var Köpenhamn inklusive förstäder. En egen redaktion av någorlunda normal typ har tycks saknats. Detta gällde även sammansättning av tablåer. Som jämförelse liknar de flesta svenska reklamfinansierade TV-kanalerna mer eller mindre endast en bandspelare (med viss övervakning) som står på dygnet runt - men någon måste åtminstone köpa in program, planera tablån, lägga in reklam etc. Men Kanal Köpenhamn tycks inte ens har haft denna funktion, utan liknade mer en sändare där till exempel föreningar hyr in sändningstid. Kanalens hemsida gav inte de konkreta svaren på hur kanalen egentligen fungerade.
Mycket av sändningstiden gick åt till diverse mycket lokala program som till exempel Københavnerglimt, Nørrebro-TV, Herlev-TV, Frederiksberg-TV, Christiania-TV etc. Men exakt hur tablåerna skapades är som omnämnt oklart.
Utöver de lokala programmen har det förkommit andra program till exempel missionära religionsprogram. Exempel på detta var TV på arabiska med inriktning på islam. Den främsta kunden tycks dock vara den Kristna TV-kanalen Familie-TV.
Nattetid, efter klockan 24 var emellertid den eller de "föreningar" som sände hårdporr i princip de enda som sände på kanalen. Undantag har det förekommit, men de flesta nätter dominerades Kanal Köpenhamn av "erotik" enligt tablåerna. Under det nattliga "porrblocket" talades stundtals även svenska mellan scenerna.
Tidigare var kanalen i det närmaste helt danskspråkig, men till exempel Familie-TV sände vissa program på engelska. Arabiska har förekommit i de muslimska programmen etc.
Egentlig reklam förekomde inte men förtäckt reklam förekomde dock tämligen öppet. Särskilt i samband med de nattliga porrsändningarna.